# Szamosi Szabolcs (orgonaművész)
Szamosi Szabolcs (Pécs, 1970. december 31. –) Liszt Ferenc-díjas magyar orgonaművész, 2013-tól a Filharmónia Magyarország Nonprofit Kft. ügyvezető igazgatója, 2020-tól a Szegedi Dóm zeneigazgatója, orgonaművésze.

## Tanulmányai
Általános iskolába 1977 és 1985 között a pécsi Mátyás Király utcai ének-zene tagozatos általános iskolába járt. Középiskolai tanulmányait a Pannonhalmi Bencés Gimnáziumban 1985-89 között végezte, orgonálni is itt kezdett, orgonatanára Áment Ferenc Lukács OSB orgonaművész volt.
A pécsi Janus Pannonius Tudományegyetemen 1989-től matematika és énektanári szakokat hallgatott, ahol 1994-ben diplomázott. Közben orgonát Szegeden Égető Máriánál tanult.
1993-tól Budapesten az Országos Magyar Cecília Egyesület (OMCE) egyházkarnagyi szakán tanult, ahol diplomáját 1996-ban szerezte meg, mesterei Koloss István orgonaművész, zeneszerző és Tardy László karnagy voltak.
1996-tól a Grazi Zeneművészeti Egyetemen (Universität für Musik und darstellende Kunst Graz) tanult, ahol 2000-ben orgonaművészi, 2001-ben egyházzenei, 2002-ben orgonatanári diplomát szerzett kitüntetéssel. Tanárai voltak Ernst Triebel, Hannfried Lucke és Josef M. Doeller.
2000-től 2002-ig a Salzburgi Zeneművészeti Egyetemen (Universität Mozarteum) tanult orgonát, tanára Hannfried Lucke volt.
Mesterkurzusokon Louis Robilliard (1998, Svájc), Edoardo Bellotti (1999, Olaszország) illetve Michael Radulescu (2000, Ausztria) irányítása alatt vett részt.

## Szakmai pályája
1993-tól 1994-ig énektanár az Apáczai Nevelési és Általános Művelődési Központ 2. számú általános iskolájában.
1994-től 2013-ig a pécsi bazilika orgonistája, karnagya és zenei vezetője, a Pécsi Egyházmegyei Kántorképző igazgatója. Munkája során az osztrák tanulmányai alatt tapasztaltakat adaptálva megújította a pécsi egyházzenei életet. Nevéhez kötődik többek között a zenekari misék újraindítása Pécsett, illetve hogy a Mozart-év alkalmából (2006-ban, a zeneszerző születésének 250. évfordulóján) a Pécsi Bazilika Kórusa és Zenekarával bemutatták Mozart összes zenekari miséjét, továbbá a pécsi egyházmegye 1000 éves évfordulójának alkalmából szervezett rendezvénysorozat koordinálása, ahol többek között Mahler: Ezrek szimfóniája művét 600 fős kórussal és 150 fős zenekarral mutatták be.
A korábbi vezető, Várnagy Attila felkérésére 2010-től a Filharmónia Dél-Dunántúl Nkft. ügyvezetője. A több, mint 60 éves múltra visszatekintő szervezet pécsi irodájának vezetőjeként több megye felnőtt és ifjúsági hangversenyeinek felelőse, a régió fesztiváljainak koordinálója.
A területi Filharmóniák összevonásakor (2013-ban) őt nevezik ki az újonnan létrejött Filharmónia Magyarország Nkft. ügyvezetőjének. Az ország egyik legjelentősebb hangversenyszervező cége nemzetközi hírű zenekarok, kórusok és szólisták közreműködésével évente több száz koncertet rendez az ország egész területén. Számos új zenei sorozat elindítása, több jelentős fesztivál megrendezése, és nemzetközi zenei versenyek (pl. Karmesterverseny) megszervezése kötődik a nevükhöz. Az ifjúsági hangversenysorozatokkal évente 280.000 iskolás korú gyermeket érnek el.
2020-ban Kiss-Rigó László püspök kinevezte a Szegedi Dóm zeneigazgatójának, megbízatása a húsvéti ünnepi szentmise zenei vezetésével kezdődik.

## Magánélete
Nős, felesége Ábrahám Eszter gyermekpszichológus, a PVSK női kosárlabdacsapatának aranykorszakában centereként nyolc éven át meghatározó tagja, sokszoros válogatott.
Öt gyermekük van, Amadea Dóra (1994), Laura Antónia (2002), Viktória Eszter (2004), Benedek Szabolcs (2013), Zoé Anna (2016).

## Társadalmi szerepvállalása
- Országos Magyar Cecília Egyesület (OMCE) – vezetőségi tag (1995-)
- Pécsi Bazilika Mozart Kórusa és Zenekara – karnagy (2000-)
- Gyermán Alapítvány – elnök (2009-)
- Magyar Művészeti Fesztiválok Szövetsége – alelnök (2016-)

## Elismerései
- Johann Weber Stiftung ösztöndíj (1997-2001)[1]
- Würdigungspreis – az osztrák kultuszminiszter kitüntetése (2002, Bécs)[3]
- Udvardy György pécsi megyéspüspök kitüntetése (2014, Pécs)
- Liszt Ferenc-díj (2020)

## Diszkográfia
Koncertjeit a televízió és rádió több ízben közvetítette, CD felvételeket 1993 óta készít.
Fontosabb CD-felvételei:
- A pécsi bazilika orgonája I. (1995)
- A pécsi bazilika orgonája II. (1997)
- Best of Bach (2000)
- Camille Saint-Saëns: Karácsonyi oratórium (2003)
- Johann Georg Lickl: Sacred Music (2008)
- Festival organ music (2009)